# Chen Szu-Yuan
Chen Szu-Yuan (7 de febrero de 1981) es un deportista taiwanés que compitió en tiro con arco, en la modalidad de arco recurvo. Participó en dos Juegos Olímpicos de Verano en los años 2004 y 2008, obteniendo una medalla de plata en Atenas 2004 en la prueba por equipo.

## Palmarés internacional
| Juegos Olímpicos | Juegos Olímpicos | Juegos Olímpicos | Juegos Olímpicos |
| Año              | Lugar            | Medalla          | Prueba           |
| ---------------- | ---------------- | ---------------- | ---------------- |
| 2004             | Atenas (Grecia)  | Medalla de plata | Equipo           |